# Pavel Sedláček (lekkoatleta)
Pavel Sedláček (ur. 5 kwietnia 1968 w Moravskiej Třebovie) – czeski lekkoatleta specjalizujący się w rzucie młotem, trzykrotny olimpijczyk. W początkach swojej kariery reprezentował Czechosłowację.

## Osiągnięcia sportowe
Jako reprezentant Czechosłowacji wystąpił w rzucie młotem na mistrzostwach Europy juniorów w 1987 w Birmingham, ale nie zaliczył żadnego mierzonego rzutu. Odpadł w kwalifikacjach na igrzyskach olimpijskich w 1992 w Barcelonie.
Już jako reprezentant Czech odpadł w kwalifikacjach na mistrzostwach świata w 1993 w Stuttgarcie, mistrzostwach Europy w 1994 w Helsinkach, mistrzostwach świata w 1995 w Göteborgu, igrzyskach olimpijskich w 1996 w Atlancie, mistrzostwach świata w 1997 w Atenach, mistrzostwach Europy w 1998 w Budapeszcie, mistrzostwach świata w 1999 w Sewilli i igrzyskach olimpijskich w 2000 w Sydney.
Był mistrzem Czechosłowacji w rzucie młotem w 1987, 1991 i 1992, wicemistrzem w 1989 oraz brązowym medalistą w 1988, a następnie mistrzem Czech w latach 1993–1997 i 2011, wicemistrzem w latach 1998–2002 i 2008–2010 oraz brązowym medalistą w 2003.

## Rekordy życiowe
Rekordy życiowe Sedláčka:
- rzut młotem – 79,56 m (8 września 1996, Praga)